# Drnovo
Drnovo je naselje, ki leži sredi Krškega polja in spada pod občino Krško; leži okoli 6 km od Krškega.
Drnovo je bilo naseljeno že okoli leta 1200 pr. n. št., toda najpomembnejše arheološke najdbe so iz starorimskega Neviodunuma.
Najstarejši najdbi sta bronasti meč (iz obdobja 1200 pr. n. št.) in certoška fibula (iz 5. stoletja pr. n. št.). Kasneje, v sredini 1. stoletja pr. n. št. so področje okoli Drnovega poselili keltski Latobiki, ki so sem prišli iz pokrajin današnje Češke. Leta 35 pr. n. št. pa so današnje Drnovo poselili Rimljani, ko so bili na osvajalni poti proti Panoniji. Z naselitvijo Rimljanov se je pričela oblikovati postojanka Neviodunum - novo mesto, s prvotno vojaško upravo. Kasneje je uprava prešla v civilne roke. Leta 79 so naselju podelili mestne pravice in ga povzdignili v municipij s polnim imenom Municipium Flavium Latobicorum Neviodunum.
Blizu naselja se nahaja Dolenjska avtocesta.